# 川崎市立金程中学校
川崎市立金程中学校（かわさきしりつ かなほどちゅうがっこう）は、神奈川県川崎市麻生区金程にある公立中学校。

## 沿革
- 1986年（昭和61年） - 創立[1]
- 1987年（昭和62年）1月13日 - 校歌発表会（作詞：高良留美子、作曲：中田喜直）

## 通学区域
- 川崎市麻生区[2]
  - 金程1～4丁目、千代ヶ丘1～9丁目、細山、細山8丁目、万福寺4丁目（13・14・21～23番）、5丁目（19・20番）、向原1～3丁目